# Ammonitida
Ammonitida je red amonoidnih glavonošaca koji su živjeli od razdoblja jure do paleocena, obično sa zamršenim amonitskim šavovima.

## Spoljašnje veze
- Classification of N. H. Landman et al. 2007